# Бангладеш на Светском првенству у атлетици на отвореном 2022.
Бангладеш је на 18. Светском првенству у атлетици на отвореном 2022. одржаном у Јуџину  од 15. до 25. јула учествовао четрнаести пут. Репрезентацију Бангладеша представљао је један такмичар који се такмичио у трци на 100 метара.,
На овом првенству такмичар Бангладеша није освојио ниједну медаљу нити је остварио неки резултат.

## Учесници
Мушкарци:
- Имранур Рахман — 100 м

## Резултати

### Мушкарци
| Атлетичар      | Дисциплина | Лични рекорд | Предтакмичење | Предтакмичење | Квалификације  | Квалификације  | Полуфинале           | Полуфинале           | Финале               | Финале               | Детаљи |
| Атлетичар      | Дисциплина | Лични рекорд | Резултат      | Место         | Резултат       | Место          | Резултат             | Место                | Резултат             | Место                | Детаљи |
| -------------- | ---------- | ------------ | ------------- | ------------- | -------------- | -------------- | -------------------- | -------------------- | -------------------- | -------------------- | ------ |
| Имранур Рахман | 100 м      | 10,32        | 10,47 кв      | 3. гр 2       | Није стартовао | Није стартовао | Није се квалификовао | Није се квалификовао | Није се квалификовао | Није се квалификовао |        |